# Aliens versus Predator 2
Pour les articles homonymes, voir Aliens vs. Predator.
 (avril 2024).
- Si vous ne connaissez pas le sujet, laissez ce bandeau (vous pouvez alors contacter les auteurs).
- Si vous supprimez le contenu mis en cause (vous pouvez préalablement contacter les auteurs),

argumentez précisément cette suppression dans la page de discussion
(un manque de référence n'est pas un argument ; une recherche réelle de référence doit avoir été effectuée, être formellement documentée).
 (avril 2024).
Si vous disposez d'ouvrages ou d'articles de référence ou si vous connaissez des sites web de qualité traitant du thème abordé ici, merci de compléter l'article en donnant les références utiles à sa vérifiabilité et en les liant à la section « Notes et références ».
Aliens versus Predator 2 (AvP 2) est un jeu vidéo de tir à la première personne et survival horror développé par Monolith Productions et édité par Sierra Entertainment en 2001 sur Windows. Le jeu a été porté sur Mac OS X en 2003.
Ce jeu est la suite de Aliens versus Predator.
Sierra a sorti une extension au jeu en 2002 intitulée : Aliens versus Predator 2: Primal Hunt dont les différentes campagnes sont un préquel du jeu original.

## Trame

### Synopsis
Environ un demi-siècle après les évènements de Aliens et Alien³, l'entreprise Weyland-Yutani guidée par les informations trouvées dans le Derelict (dans le premier AVP), découvre la planète LV-1201 infestée de xénomorphes, ainsi que les restes d'une ancienne civilisation extraterrestre. Une colonie est implantée pour effectuer des recherches sur les Aliens, mais une série d'incidents va causer sa destruction.
Dès le début du jeu, il est possible d'incarner l'une des trois classes de personnages disponibles - Marine, Alien ou Predator - et de suivre trois scénarios distincts mais tournant autour des mêmes événements sur LV-1201 et les installations de la Weyland-Yutani. La campagne Alien débute chronologiquement en première, ensuite la campagne Predator et enfin la campagne Marine, bien que, chronologiquement parlant, toutes les campagnes se terminent au même moment environ.

### Contexte
En 2230, la compagnie Weyland-Yutani mène des recherches sur les xénomorphes sur la planète LV-1201. En effet, ce sont dans les installations d'une ancienne civilisation (la même que celle rencontrée dans le film Alien, Le Huitième Passager) que les Aliens ont installé leur ruche principale. Les humains ont comme installations principales une colonie, composée de divers bâtiments assez bas et de voies sur lesquelles peuvent circuler les véhicules, ainsi que les modules d'observation avancés. Les modules sont situés dans un cratère très difficile d'accès, ce qui les rend plutôt sûrs, ils sont de plus entourés de barrières électriques et de tourelles automatiques. Ils font plusieurs dizaines de mètres de haut, sont cylindriques et situés à plusieurs dizaines de mètres du sol, maintenus par une lourde structure métallique accrochée aux bords du cratère, ils ne sont atteignables que par ascenseur. Il ne reste que quatre modules, car le module n°5 subit un incident majeur développé dans Aliens versus Predator 2: Primal Hunt. Le scientifique en chef de la compagnie qui gère les installations de LV-1201 est le docteur Eisenberg, un homme qui ne semble avoir aucune éthique et prêt à tout pour ses recherches sur les Aliens, on ne sait que peu de chose si ce n'est qu'il semble venir d'une famille très puissante. En plus des gardes armés de la Weyland-Yutani pour l'épauler, Eisenberg reçoit également le soutien des Ours de Fer, des mercenaires peu scrupuleux dirigés par le général Rykov, un ancien vétéran, seul survivant d'une attaque d'un Predator dont il traîne encore des séquelles physiques.
Le point de repère chronologique principal du jeu est "l'incident", c'est-à-dire le début de l'attaque et de l'invasion de la colonie humaine par les xénomorphes qui se déroule le 25 novembre 2230.

### Campagne Alien
La première cinématique montre une installation sur LV-1201 complètement vide. On aperçoit un vaisseau de sauvetage se poser sur l'aire d'atterrissage. On voit finalement que dans les tréfonds de l'installation, Eisenberg est recroquevillé et terrifié dans une salle au milieu de restes humains. Bien qu'aucune date ne soit donnée, cet événement se déroule dans le passé.
Le 23 novembre 2230, à 22h13, un vaisseau de la compagnie Weyland-Yutani nommé l'Aurora, se pose sur la colonie afin de décharger du matériel. Au même instant, le docteur Eisenberg s'explique devant une femme envoyée par la compagnie qui lui demande des réponses au sujet de ses recherches et surtout des incidents qui ont eu lieu auparavant, tel que la perte du module n°5. Eisenberg se défend en affirmant faire des progrès et repoussant les rumeurs comme quoi il essaierait surtout dans ses recherches de parvenir à contrôler la ruche Alien.
Pendant ce temps-là, un des employés chargés de charger/décharger l'Aurora rencontre secrètement Dunya, une des Ours de Fer, qui lui remet un colis secret dans une caisse en métal et le paie pour qu'il garde le silence et le charge dans le vaisseau. L'employé installe la caisse dans le vaisseau et s'en va. Peu de temps après, à cause d'une secousse dans le vaisseau (bien qu'il soit toujours posé au sol), la caisse, placée en équilibre instable sur une table, tombe et s'ouvre accidentellement, à l'intérieur se trouve un œuf xénomorphe qui s'ouvre directement, libérant un Face Hugger que l'on incarne. Il parvient à quitter le vaisseau et à se faufiler dans les conduits d'aérations des installations, jusqu'à repérer un employé isolé qui dort dans sa chambre. Il lui bondit dessus pour s'agripper à son visage et lui implanter un embryon alien dans l'estomac.
Quelque temps plus tard, sans doute le lendemain matin, le Chestburster prend conscience dans les entrailles de l'homme parasité. Après avoir transpercé la cage thoracique de son hôte et quitté son corps, le petit Alien s'échappe de la chambre par une fenêtre. Il traverse la colonie tout en évitant les gardes armés, afin de trouver une proie à sa taille pour se nourrir et se développer. Il finit par se réfugier dans un dépôt animalier remplit de chat et les dévore tous afin d'accélérer son développement.
Le 25 novembre 2230, à 5h11, deux employés de la compagnie se rendent près de l'enclos des bêtes et découvrent par terre, la mue du chestburster, maintenant devenu un xénomorphe adulte. L'Alien émerge de l'ombre et commence à massacrer tous les humains qu'il rencontre à travers la colonie, c'est le début de "l'incident". Rapide et agile, il devance tous les systèmes de sécurité humain et contourne leurs pièges. Le chef de la sécurité de la colonie, informée de l'attaque surprise tente par tous les moyens d'éliminer l'Alien, mais refuse d'alerter Eisenberg ou Rykov, de peur qu'ils punissent son ingérence.
Le xénomorphe se rend finalement dans des laboratoires où sont retenus prisonniers ses congénères et les libère. Les humains commencent à être débordés par le nombre d'attaques xénomorphes croissantes.
Malgré ces événements, le chef de la sécurité refuse encore d'appeler du soutien, persuadé que le complexe principal n'est pas aussi touché qu'on le prétend.
Tandis que la colonie se fait peu à peu submerger, le xénomorphe que l'on incarne se rend dans les souterrains où les humains tentent de le tuer en plaçant de nombreuses tourelles. Une fois encore, l'Alien déjoue leurs ruses et les tue tous un à un. Il arrive finalement dans une vaste salle où un Predator l'attend pour un combat à mort. L'Alien blesse mortellement le Predator, qui enclenche sa bombe afin de ne pas laisser son adversaire s'en tirer. L'Alien se protège de l'explosion et profite du trou béant laissé dans le sol par cette dernière pour continuer son chemin. Dans les souterrains, il parvient à trouver une sortie vers l'extérieur, contournant ainsi tous les systèmes de défense humains.
Informé de la fuite du xénomorphe, le chef de la sécurité décide enfin de sonner une alarme générale et de réclamer l'aide de Rykov.
Dans les modules d'observation avancés, Eisenberg est présent lorsque le signal de détresse du complexe principal est intercepté. Refusant de prendre le risque d'envoyer du soutien là-bas et de risquer la sécurité des modules, il demande à son employée d'arrêter la transmission et donc d'ignorer leur appel à l'aide.
Évidemment, la colonie, privée d'aide et isolée, finit rapidement par se faire envahir par les xénomorphes, qui se servent des survivants comme hôtes pour leur progéniture et qui font de ce lieu leur nouvelle ruche.
Les derniers humains n'occupent donc plus que les modules, qui sont par ailleurs totalement isolés.
Le 6 janvier 2231, soit six semaines plus tard, à 21h50, les Aliens sont envoyés par leur reine pour lancer un assaut sur les modules. Comme les humains sont protégés par un périmètre de sécurité comprenant des barrières électrifiées, des tourelles et une tour centrale avec des androïdes sniper, les xénomorphes coupent l'alimentation électrique des systèmes de défense. Les Aliens parviennent rapidement à prendre le contrôle du bas du cratère, ils tuent d'ailleurs dans cet assaut un Ours de Fer : Dimitri, le fiancé de Dunya. Il est abandonné par Eisenberg qui, alors que Dimitri fuit vers l'ascenseur qui mène à un des modules, décide de remonter sans l'attendre. Les modules, suspendus au-dessus du cratère, sont alors totalement isolés de l'extérieur.
Après cet assaut, l'Alien que l'on incarne progresse sur la structure métallique tenant les modules et atteint le module n°2 dans lequel il pénètre. Comme dans la colonie, le xénomorphe massacre tous les humains qu'il rencontre et se rend dans les laboratoires d'expérimentation sur les Aliens afin de les libérer, il libère également un predalien. Peu à peu, le module se fait envahir de xénomorphes tandis que les pertes humaines deviennent de plus en plus lourdes.
Eisenberg, présent dans ce module, se barricade dans son bureau, terrifié. Souffrant d'un syndrome post-traumatique, il se remémore lorsqu'auparavant il a été le seul survivant d'une attaque Alien et qu'il a été contraint de se nourrir des cadavres. Rykov réussit finalement à rentrer dans le bureau, il le trouve tétanisé et recroquevillé par terre. Eisenberg reprend ses esprits et demande au général de mettre son plan à exécution.
En se faufilant à travers les conduits d'aération, l'Alien peut assister à un briefing de la corporation détaillant le plan d'Eisenberg, il ne comprend certes rien, mais cela permet au joueur de mieux comprendre la trame. Cette réunion détaille comment Eisenberg compte sauver une équipe archéologique de la corporation bloquée non loin de la chambre de la reine Alien. Selon lui, il aurait besoin de diriger la reine pour permettre ce sauvetage. Le plan est le suivant : une équipe de combattants synthétiques attaque frontalement la ruche pour faire diversion, une fois que la ruche contre-attaque, l'équipe de Marines (la même que celle de Harrison, le personnage incarné dans la campagne Marine) pénètre dans la ruche pour sauver l'équipe coincée pendant qu'en second lieu, une autre équipe perce un tunnel jusqu'à la chambre de l'impératrice pour la trouver et l'extraire, pour finir, les synthétiques explosent des charges placées dans les tunnels pour couper la reine de tout soutien. Selon la théorie d'Eisenberg, la reine, obéissant à son instinct de survie, se rendra si elle est menacée et séparée des Aliens.
En continuant son chemin, l'Alien trouve également un Predator piégé dans un sarcophage vitré qui l'observe tuer les humains, c'est celui que l'on incarne dans la campagne Predator. Enfin l'Alien trouve finalement une ruche artificielle servant à observer et étudier les xénomorphes qu'il ne tarde pas à libérer. Alors que le module commence à être submergé, l'Alien, guidé par son instinct qui semble lui indiquer la menace sur la ruche, quitte les installations humaines.
Le même jour, à 23h55, l'équipe d'exfiltration de la reine, dirigée par Eisenberg en personne, se trouve face à elle, seule et isolée, le plan du scientifique se déroule pour le moment comme prévu. Eisenberg demande à un soldat d'effrayer la reine en déchargeant son lance-flammes près d'elle. Comprenant la menace, la reine fait stopper l'assaut sur les synthétiques, Eisenberg pense que cela signifie qu'elle se rend. Sa victoire est de courte durée, car la reine demande finalement aux Aliens d'intensifier la contre-attaque.
Au même moment, l'Alien incarné par le joueur rejoint la ruche pour venir au secours de sa reine. Il traverse la galerie, éliminant tous les synthétiques qu'il croise et les empêchant de faire sauter les charges explosives.
Lorsqu'il atteint la chambre de la reine, elle a disparu, enlevée par Eisenberg et ses hommes.
Le 7 janvier 2231, à 1h50, Eisenberg, à bord du vaisseau dans lequel il transporte la reine, se pose au niveau du tunnel d'accès au site archéologique (non loin de la ruche). On comprend qu'il trahit les Marines en les abandonnant dans la ruche et qu'il a appelé une navette du Verloc (le vaisseau principal des marines en orbite au-dessus de la planète) pour s'exfiltrer avec la reine. Au même moment, il veille à ce que ses synthétiques exécutent tous les témoins gênants.
Malgré toutes les défenses et tous les moyens utilisés par Eisenberg, l'Alien parvient à atteindre la zone du tunnel d'accès au site archéologique.
L'Alien cherche à atteindre le site d'atterrissage avant que la reine ne soit emportée par Eisenberg. Sur le chemin il tue d'ailleurs un second Predator.
Une fois qu'il atteint l'aire d'atterrissage, le xénomorphe tue deux Predators et sabote tous les systèmes nécessaires à l'atterrissage de la navette dont il a besoin pour fuir, empêchant ainsi définitivement Eisenberg de fuir avec la Reine. Fou de rage, Eisenberg rejoint l'aire d'atterrissage armé d'un fusil à pompe pour se venger, mais l'Alien le blesse "mortellement".
On découvre finalement comme épilogue de cette campagne, que la reine est revenue, entourée de ses "enfants" et que le corps synthétique démembré d'Eisenberg est collé au mur de la ruche tandis qu'il hurle.

### Campagne Predator
La cinématique d'introduction de cette campagne se déroule en 2211, soit vingt ans avant les événements du jeu, dans un centre de recherche de la corporation Weyland-Yutani sur la planète Korari. Rykov, dernier survivant de son unité tente d'échapper à un Predator qui le chasse. Il est touché par un tir qui le fait tomber au fond d'un ravin où il se brise la colonne vertébrale. La créature, le pensant mort, l'abandonne. Il est plus tard retrouvé en train de ramper par des soldats.
Contactés par un Predator depuis les modules d'observation avancés des humains, un vaisseau Predator se rend sur LV-1201 et largue plusieurs de ses guerriers dans la forêt, dont celui que le joueur incarne.
Le même jour, le 1 décembre 2230, à 9h08, le Predator chasse quelques soldats de la corporation, mais se rend compte que certains de ses congénères ont été capturés par les humains.
À 17h13, le Predator continue de suivre le convoi de véhicules dans lesquels les siens ont été capturés. Il élimine les équipes de soutien de la corporation dans la nature jusqu'à atteindre enfin leurs installations.
À 23h15, le Predator rejoint enfin les modules d'observation avancés. Il passe la ligne de défense et parvient à s'introduire dans un module furtivement en empruntant un ascenseur. Il est rapidement détecté par les humains qui mettent tout en œuvre pour le capturer ou le tuer. Le Predator se retrouve finalement pris au piège dans une petite salle où le système de défense finit par l'endormir. Rykov, comprend qu'il est le Predator responsable de son état, en effet le général devrait être paraplégique, mais il garde sa forme grâce à des médicaments puissants venant du marché noir, mais qui n'effacent en rien sa douleur physique intense. Désireux de se venger, Rykov ôte le masque de la créature pour le garder comme trophée et laisse la corporation l'enfermer dans un sarcophage pour une batterie de tests avant sans doute de le disséquer.
Le Predator doit son salut un mois plus tard, le 6 janvier 2231 à l'Alien joué lors de la campagne Alien, qui tue les gardes et les scientifiques qui le surveillent et à Harrison, le marine aussi jouable dans l'autre campagne, qui doit se faufiler derrière le sarcophage pour continuer sa propre aventure, après cela, le caisson s'ouvre, libérant le Predator, il est 22h22.
Le Predator retrouve peu à peu ses équipements confisqués par les humains et retrouvent également les corps de ses congénères disséqués dans un laboratoire. Il retrouve tous ses équipements dont un masque, mais qui n'est pas le sien. Profitant du désordre mené par l'assaut des Aliens, le Predator se rend jusqu'au hangar du module où une navette reçoit l'ordre de lui tirer dessus, quitte à détruire le bas du bâtiment, mais avant que le vaisseau n'ait le temps de tirer, il saute dessus et fait perdre le contrôle de l'appareil aux pilotes.
À 23h25, la navette s'écrase à l'extérieur du périmètre et seul le Predator semble avoir survécu. Il s'enfonce dans des galeries sauvages infestées d'Aliens afin de rejoindre une base de communication humaine. Là-bas il parvient à envoyer un signal pour recevoir des renforts, mais il est aussi détecté par les humains qui envoient une navette pour le tuer. Lorsque la navette arrive sur place, elle tire une salve de missile sur la position où le signal a été envoyé, donc la porte verrouillée de l'aire d'atterrissage et s'apprête ensuite à tuer le Predator, mais elle est abattue par un vaisseau Predator qui largue directement après des renforts.
Le 7 janvier 2231, à 1h50, le Predator incarné par le joueur décide de partir seul récupérer son masque et terminer ce qu'il avait commencé vingt ans plus tôt avec Rykov, un jeu du chat et de la souris va ainsi se mettre en place. Rykov doté d'un puissant exosquelette surarmé, s'enfonce jusque dans les tréfonds de la ruche, poursuivit par le Predator. Dans ce périple, les deux adversaires font face aux assauts incessants des xénomorphes, le Predator est même contraint de tuer une reine Alien.
Finalement, Rykov décide d'attendre le Predator dans une vaste salle au cœur de la ruche pour un combat singulier. Malgré son armement lourd, Rykov est vaincu par le Predator, qui l'achève et lui arrachant la colonne vertébrale.

### Campagne Marine
Le 6 janvier 2231, à 5h10, le Verloc, un vaisseau de marines, arrive en orbite de LV-1201. La présence des militaires est due à l'incident survenu six semaines auparavant : la perte du complexe principal de la colonie. Ils ont pour mission d'aider la corporation à récupérer ses installations et également d'enquêter sur les raisons du drame.
Une navette dans laquelle se trouve le joueur que l'on incarne, Harrison, surnommé "Frosty" par ses camarades, est envoyée sur la planète. À cause de mauvaises conditions météorologiques, la navette percute un sommet, endommageant un de ses réacteurs, mais parvient finalement à se poser, mais sans moyen de redécoller. Harrison et deux autres soldats sont envoyés par le commandant McCain, leur supérieur, pour atteindre une installation située non loin et rétablir les systèmes de l'aire d'atterrissage pour permettre à la navette d'y atterrir en toute sécurité une fois qu'elle sera réparée.
À peine arrivé dans le premier couloir de l'installation, le plafond s'effondre derrière Harrison, le séparant de son unité. Son système de communication est également endommagé, il peut toujours entendre ses camarades, mais eux ne reçoivent plus rien de lui. Harrison ne tarde pas à trouver des corps dont certains sont écorchés et pendus par les pieds. De plus un Predator rôde encore dans l'installation, tuant le peu de survivants qu'il reste. Harrison subit rapidement aussi des assauts de xénomorphes. Malgré son isolement, Harrison rejoint l'aire d'atterrissage seul et réactive tous les systèmes, permettant ainsi aux autres soldats de le rejoindre sans encombre avec la navette. Seul un groupe de soldats dirigé par une femme nommée Hal ne peut les rejoindre car ils sont submergés de xénomorphes.
Harrison parvient à rejoindre les survivants du groupe qui lui disent qu'il n'y a rien à faire et que Hal a été capturée par les Aliens. Harrison décide quand même de tenter de porter secours à sa camarade en s'enfonçant dans la colonie devenue maintenant totalement infestée. Harrison retrouve finalement Hal qui, comme beaucoup d'autres humains dans les couloirs maintenant visqueux et sombres, est collée sur une paroi, porteuse d'un chestburster qui lui explose la cage thoracique peut après l'arrivée d'Harrison. Harrison quitte la ruche, poursuivit par une horde d'Aliens à laquelle il échappe.
À 6h55, les marines atteignent le tunnel reliant le complexe principal aux modules d'observation avancés. Comme tous le système a été verrouillé pour limiter l'invasion xénomorphe, les marines doivent tout déverrouiller petit à petit.
Ce n'est qu'à 21h40 qu'ils atteignent les modules, accueillis par le docteur Eisenberg et le général Rykov. McCain demande à Eisenberg de rétablir la communication avec le complexe principal pour reprendre le contact avec l'extérieur de la planète, il envoie donc Harrison s'en charger. Au même moment, Rykov demande à un de ses mercenaires de veiller à ce que les marines en sachent le moins possible en isolant leurs canaux de communication.
Harrison essaie de rétablir les communications, mais le système le bloque. Il est rejoint par Dunya, une des Ours de Fer, qui lui prétend qu'il ne s'agit que d'un problème technique. Elle l'invite à le suivre et profite qu'à un moment il lui tourne le dos pour l'assommer d'un coup de crosse de fusil.
Harrison se réveille prisonnier d'une cellule en compagnie d'un codétenu déterminé à s'échapper. Le prisonnier profite de la venue d'un garde seul pour dégainer un couteau qu'il dissimulait afin de l'attaquer, mais il est abattu. Harrison se jette sur le couteau et tue le garde. Harrison commence son évasion, pourchassé par les gardes de la corporation et les Ours de Fer qui tentent de le faire passer pour un dangereux criminel qui serait son propre assassin. Harrison est aidé par un employé inconnu qui le contacte par radio et l'aide à s'échapper.
En quittant le module, Harrison s'aperçoit que le dispositif qui trafiquait la voix de son interlocuteur et désactivé, il entend ainsi sa vraie voix qui se trouve être féminine. La femme nommée Tomiko l'aide car elle soupçonne la compagnie d'être à l'origine de la mort de son frère Kenji un chercheur spécialisé sur les modifications génétiques. Toujours le même jour, Harrison atteint le complexe principal et passe par les souterrains infestés de xénomorphes. Une fois à la surface il est harcelé par un Predator qu'il parvient finalement à tuer.
Au même moment, le groupe de marines d'Harrison est au plus profond de la ruche pour participer au plan d'Eisenberg afin de sauver l'équipe archéologique, mais une fois là-bas, ils se rendent comptent qu'il n'y a personne à sauver et qu'il s'agit d'un piège pour se débarrasser d'eux.
Harrison rejoint finalement l'équipe de marines du complexe principal et se fait aéroporter à proximité de la ruche muni d'un exosquelette.
Il s'enfonce dans les ruines de l'ancienne civilisation et de la ruche repoussant les assauts des xénomorphes. Il libère un passage pour ses camarades prisonniers et leur permet de fuir jusqu'à la navette qu'il rejoint à son tour.
Une fois tous les marines sauvés, Harrison contacte Tomiko pour venir la sauver, mais cette dernière refuse et lui demande de rejoindre le vaisseau marine en orbite. Elle demande à Harrison de donner à son père toutes les informations qu'il a recueilli avec elle sur les agissements de la compagnie sur LV-1201. Tomiko se donne finalement la mort en faisant sauter toutes les installations de la compagnie dans ce qui semble être une explosion nucléaire. Les marines quittent la planète, de retour dans leur vaisseau.

## Système de jeu

### Multijoueur
Le jeu propose un mode multijoueur en réseau local (LAN) ou par Internet. Six modes de jeu sont disponibles en multijoueur :
- Match à mort, chaque joueur joue contre tous les autres;
- Match à mort par équipe: les joueurs jouent en plusieurs équipes, les unes contre les autres;
- Chasse: quelques chasseurs, des proies;
- Survivant: seul contre une équipe.
- Overrun: une équipe attaque, une autre défend un territoire.
- Evacuation: déplacement d'un point A à B.

Le gameplay classique de Aliens versus Predator 2 en multijoueur lui permet d'être un jeu de type Quake, favorisant la création d'équipes (clans) et la compétition entre équipes et joueurs. De nombreux championnats sur Internet ont été créés, l'émulation étant très forte.
Sierra a fermé son serveur maître pour 21 jeux en Novembre 2008, dont Aliens versus Predator 2, ne permettant plus de jouer en ligne, alors que le jeu comptait encore de nombreux passionnés. Un serveur maître alternatif a donc été créé en parallèle, mais la popularité du jeu en a largement pâti.